# Galiciai hórreo

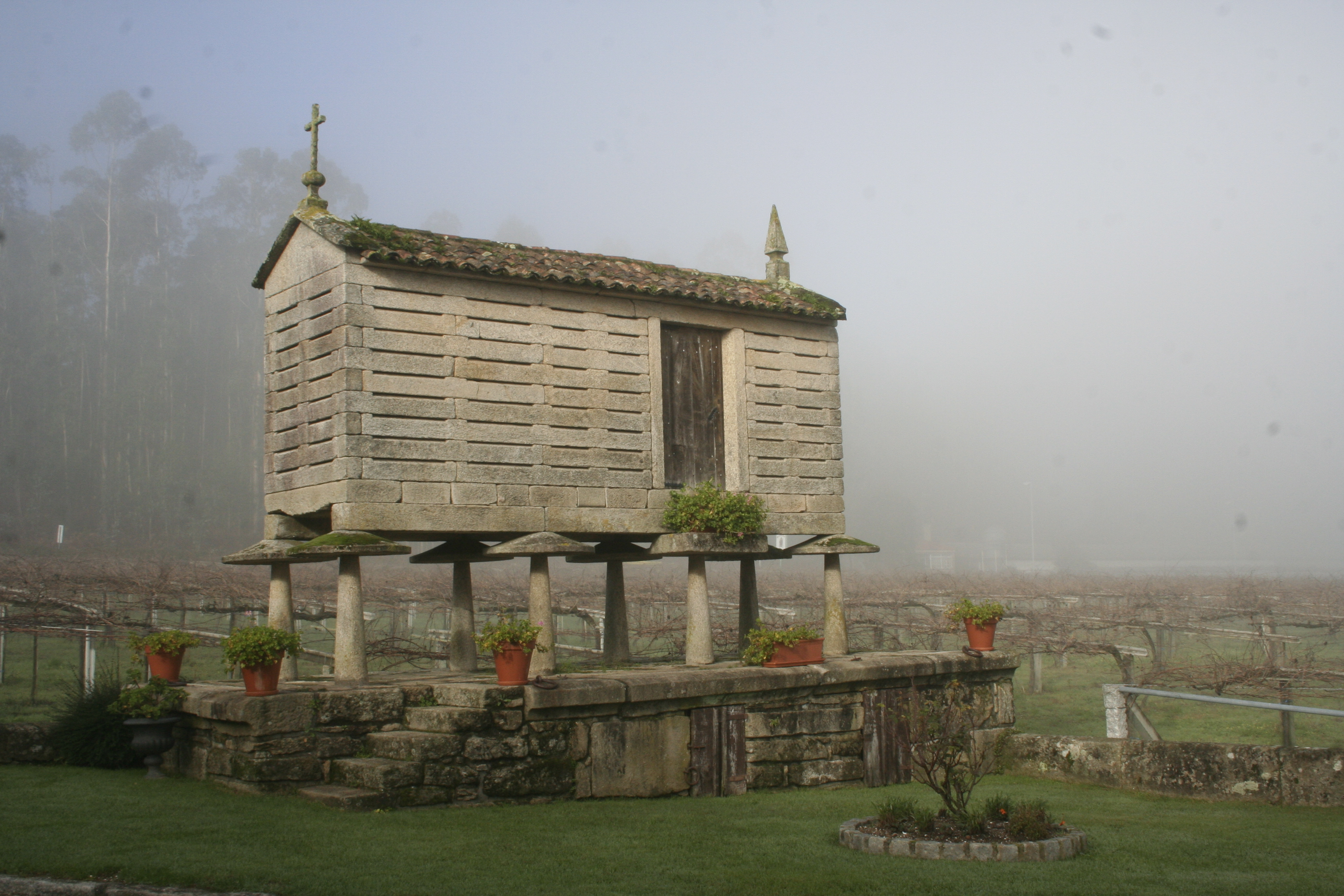
Egy galiciai típusú hórreo Vilanova de Arousa községben (Pontevedra tartomány)

A galiciai hórreo a főként Spanyolország északnyugati részén (főként Galiciában) jellemző, általában lábakon álló gabonatárolók egyik fő fajtája az asztúriai hórreo mellett. Célja, hogy a benne tárolt terményeket (főként kukoricát) megóvja a nedvességtől és a rágcsálóktól. A magyar góréhoz hasonló felépítésű és rendeltetésű, a nevük is hasonlít.

## Elnevezései
Bár a legelterjedtebb elnevezés mind a spanyol, mind a galiciai nyelvben az hórreo, vidékenként más-más neveket is használnak rá: cabaceira, cabeceira , cabaceiro, cabana, cabás, cabazo, canasto, canastra, canastro, canizo, caustra, caroceiros, celeiros, graneira, graneiro, hórro, palleiras, paneira, piorno és sequeiro. Vannak olyan helyek is, ahol többféle építményváltozat előfordul, ekkor a különböző elnevezéseket a különböző típusokra használják. Például a Santiago de Compostela melletti Amaíában hórreónak csak a kőből, fából vagy a kettőből vegyesen épült, szögletes gabonatárolót nevezik, míg a vesszőből font, többnyire kerek építményt cabanasnak hívják, Os Ancaresben pedig méret alapján különböztetik meg: a kisebbek (és a közepesek) az hórrók, a nagyobbak a paneirák.

## Története
A bizonyos mértékig hasonló terménytárolók szinte minden kultúrában már ősidőktől fogva megtalálhatók. Vannak, akik szerint az hórreo őse valószínűleg az az építmény lehet, amit Marcus Terentius Varro ókori római író granaria sublimia néven említett Hispania Citerior területéről, de vannak olyan vélemények is, miszerint a galiciai és az asztúriai hórreo eredete teljesen más, hiszen míg az ókori Galiciát a mediterrán térségből érkező gallaecusok lakták, addig Asztúria területén Európa középső és északi részéről származó népek telepedtek le, és az is igaz, hogy az asztúriai hórreóhoz hasonló épületek megtalálhatók Svájcban és Norvégiában is. De ezek a következtetések mind kevéssé megalapozottak, mivel a régi típusoknak még formájukat és építőanyagaikat sem ismerjük pontosan. Vannak, akik azt valószínűsítik, hogy a vesszőből font, mára már szinte teljesen eltűnt cabazókhoz hasonlított leginkább. 1695-ben Luis Alfonso de Carvallo atya megemlíti, hogy Asztúriában létezik egy ilyen vesszőfonatos, orriónak nevezett tárolótípus, viszont már a 13. századból fennmaradt egy olyan ábrázolás, amely a mai galiciai típushoz hasonló, téglalap alakú építményt jelenít meg.
A legtöbb hórreo attól kezdve épült, hogy a 17. század elején elkezdtek kukoricát termeszteni Galiciában, főleg azért, mert mivel a kukoricát jobban lehet tárolni csövestül, mint morzsolva, viszont így sokkal több helyet foglal, ezért szükség mutatkozott az addig gyakori kisebb gabonatárolók helyett valami nagyobbat építeni. Nem utolsó szempontként jelent meg a tartósság, ezért – főként a 18. század közepétől – egyre nagyobb számban létesítettek kőből készült hórreókat a faépítmények helyett. Az 1700-as évek első feléből még igen kevés kőhórreo maradt fenn, a legtöbb a 19. századból és a 20. század első harmadából származik.

## Elterjedése

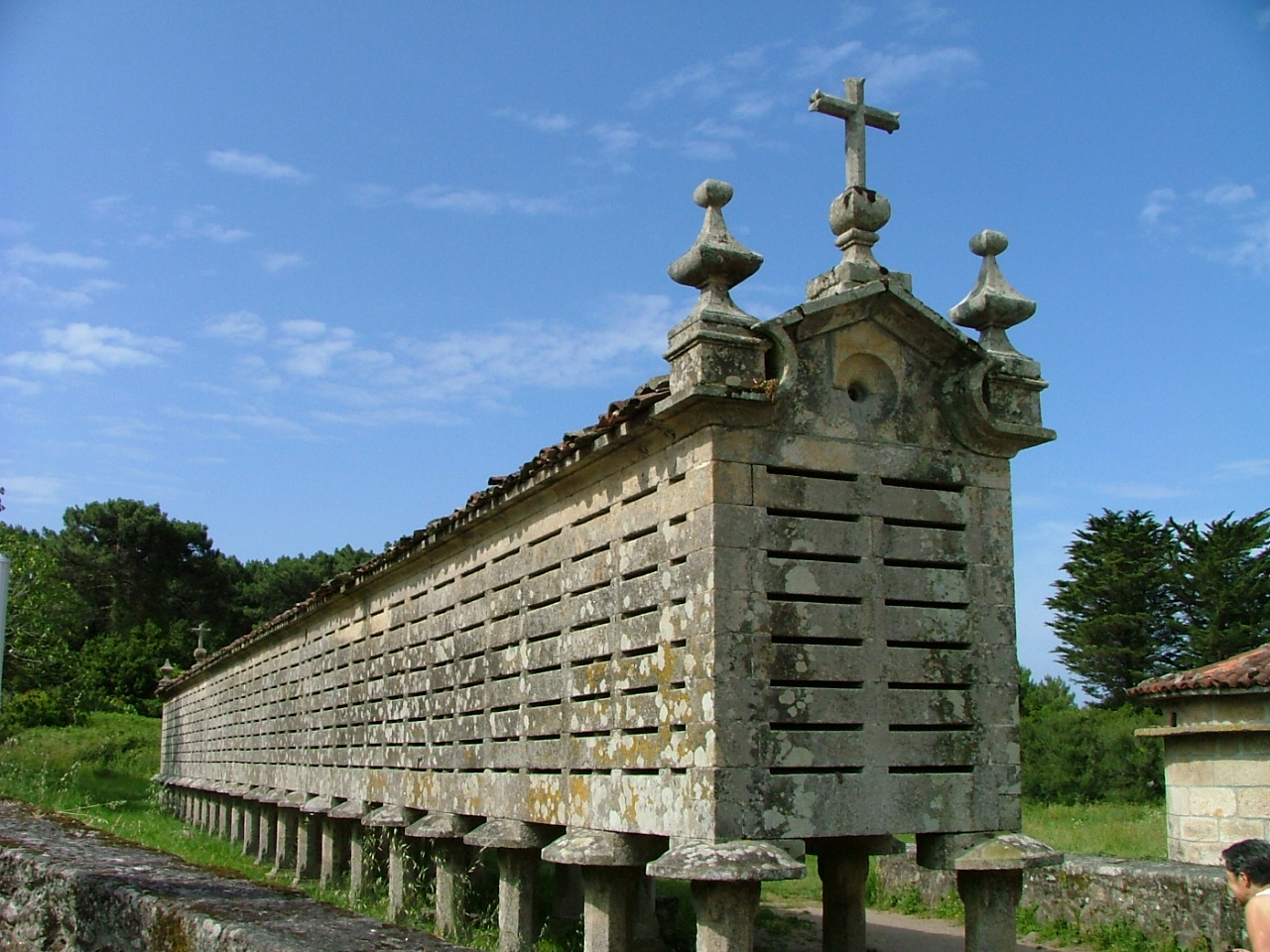
A carnotai műemlék hórreo (épült 1768 és 1783 között)

A századok során szinte egész Galiciában annyira elterjedt az hórreo, hogy Ourense tartomány keleti és Lugo tartomány délkeleti részének kivételével szinte minden házhoz tartozott egy, némelyikhez akár kettő is. A nagyobb méretűek főként egyházi tulajdonban álltak. A Coruña, Lugo és Pontevedra tartományban a leggyakoribb, hogy az hórreo közvetlenül a ház mellett, egy esőtől védett és széljárta részen helyezkedik el, míg Ourensében általában egy faluban egy közösségi tulajdonban álló területre építették fel csoportosan a település lakói hórreóikat.
Ma már csak néhány ezer áll belőlük Galicia-szerte, de többségük használaton kívül van, sok esetben fából készült részeik lassan pusztulnak. Néhány értékes példányt nemzeti műemlékké nyilvánítottak, ezek legszebb példája az 1768 és 1783 között épült carnotai hórreo.

## A leghosszabb horreók
Sok horreó csak néhány méter hosszúságú, de vannak kiemelkedően hosszúak is. Az alábbi táblázat a nyolc leghosszabbat tartalmazza.
| Tartomány  | Község    | Hosszúság (m) | Szélesség (m) |
| ---------- | --------- | ------------- | ------------- |
| A Coruña   | Rianxo    | 36,70         | 1,97          |
| A Coruña   | Carnota   | 36,55         | 1,60          |
| A Coruña   | Carnota   | 34,70         | 1,90          |
| Pontevedra | Poio      | 33,46         | 3,69          |
| A Coruña   | Camariñas | 32,00         | 1,70          |
| A Coruña   | Muxía     | 27,23         | 1,93          |
| A Coruña   | Vimianzo  | 26,40         | 2,00          |
| Pontevedra | Valga     | 25,90         | 1,58          |

## Képek

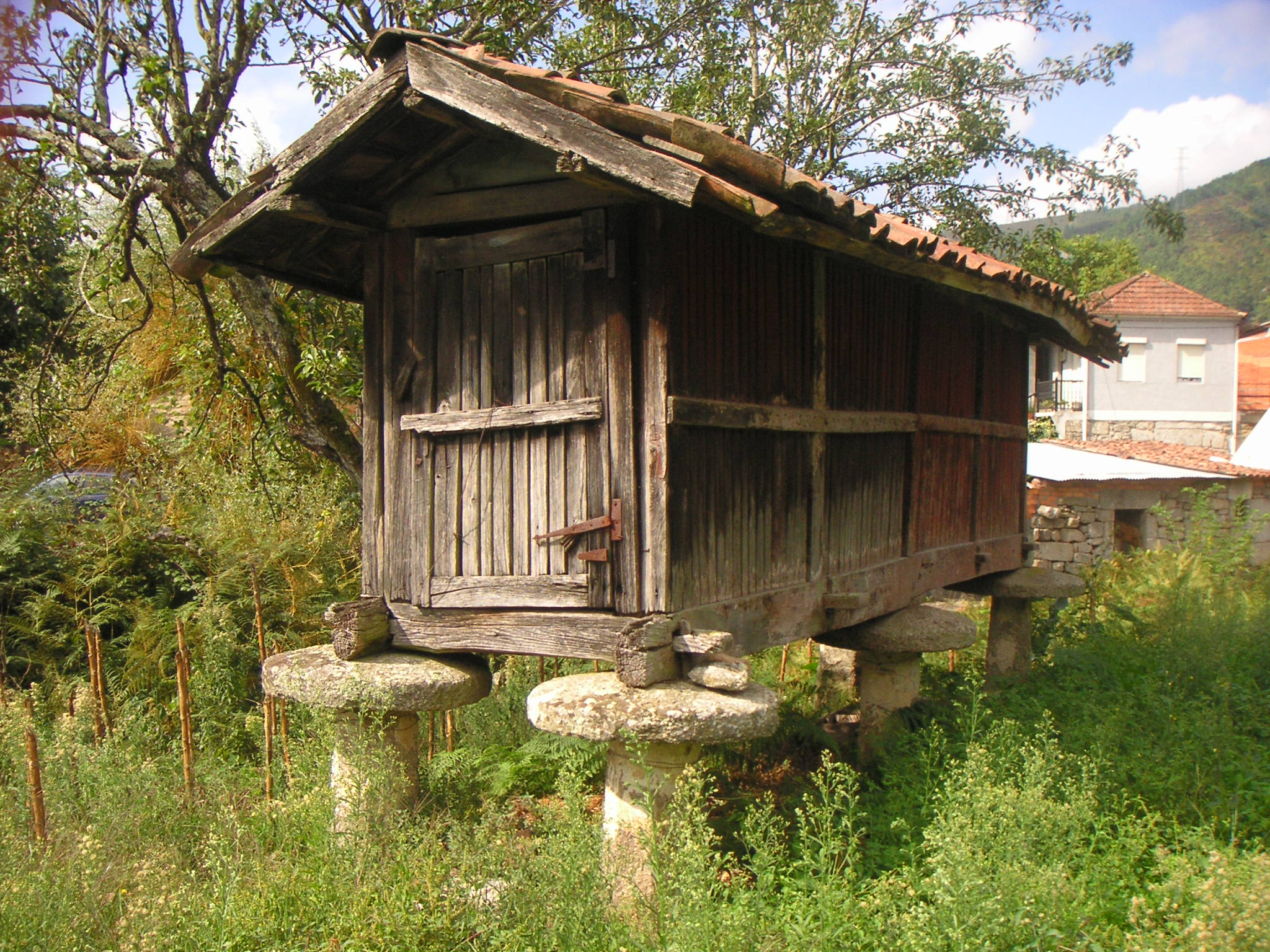
Fából készült hórreo Allariz községben (Ourense tartomány)
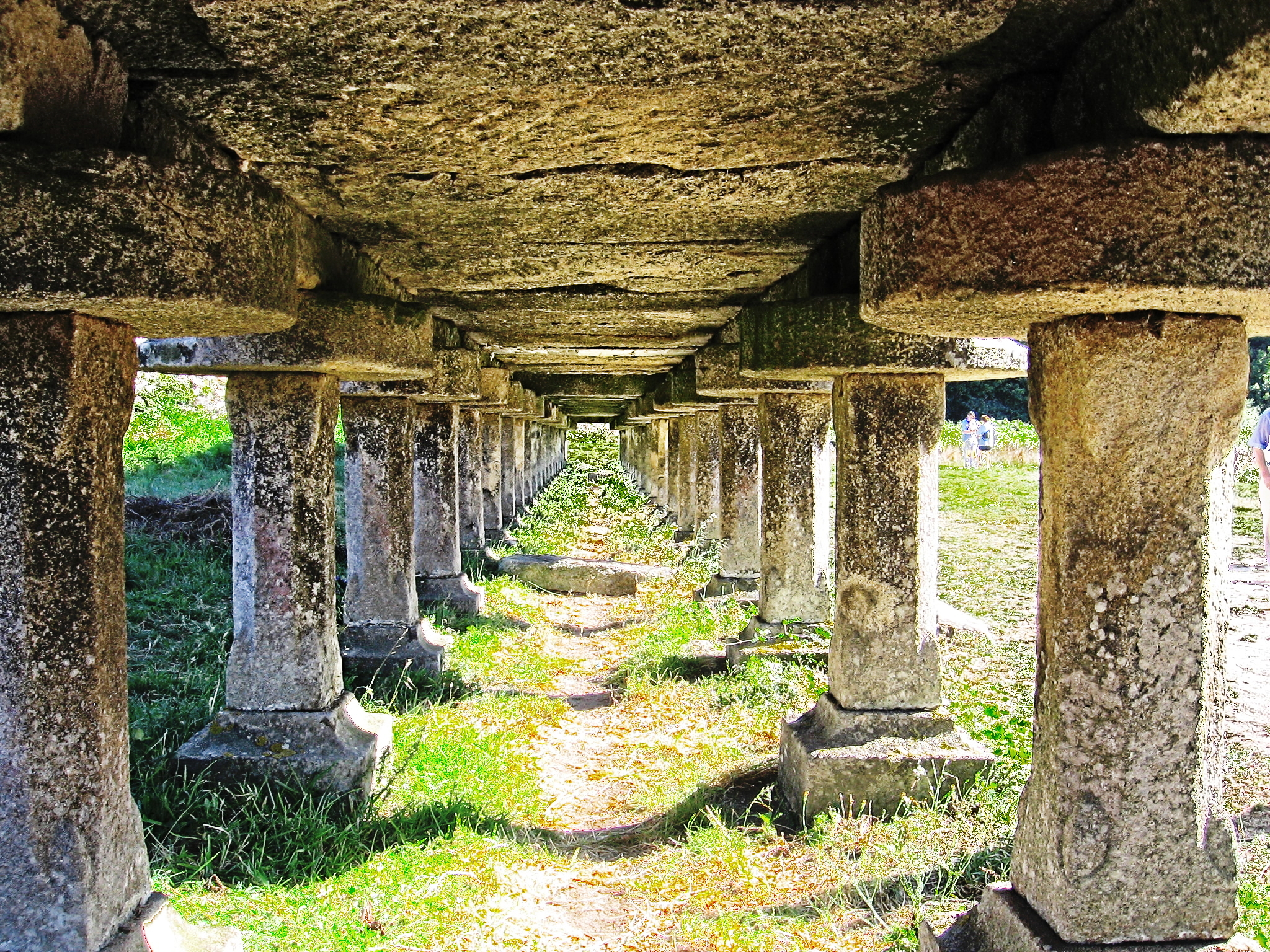
Egy hórreo alulról nézve Carnota községben (A Coruña tartomány)
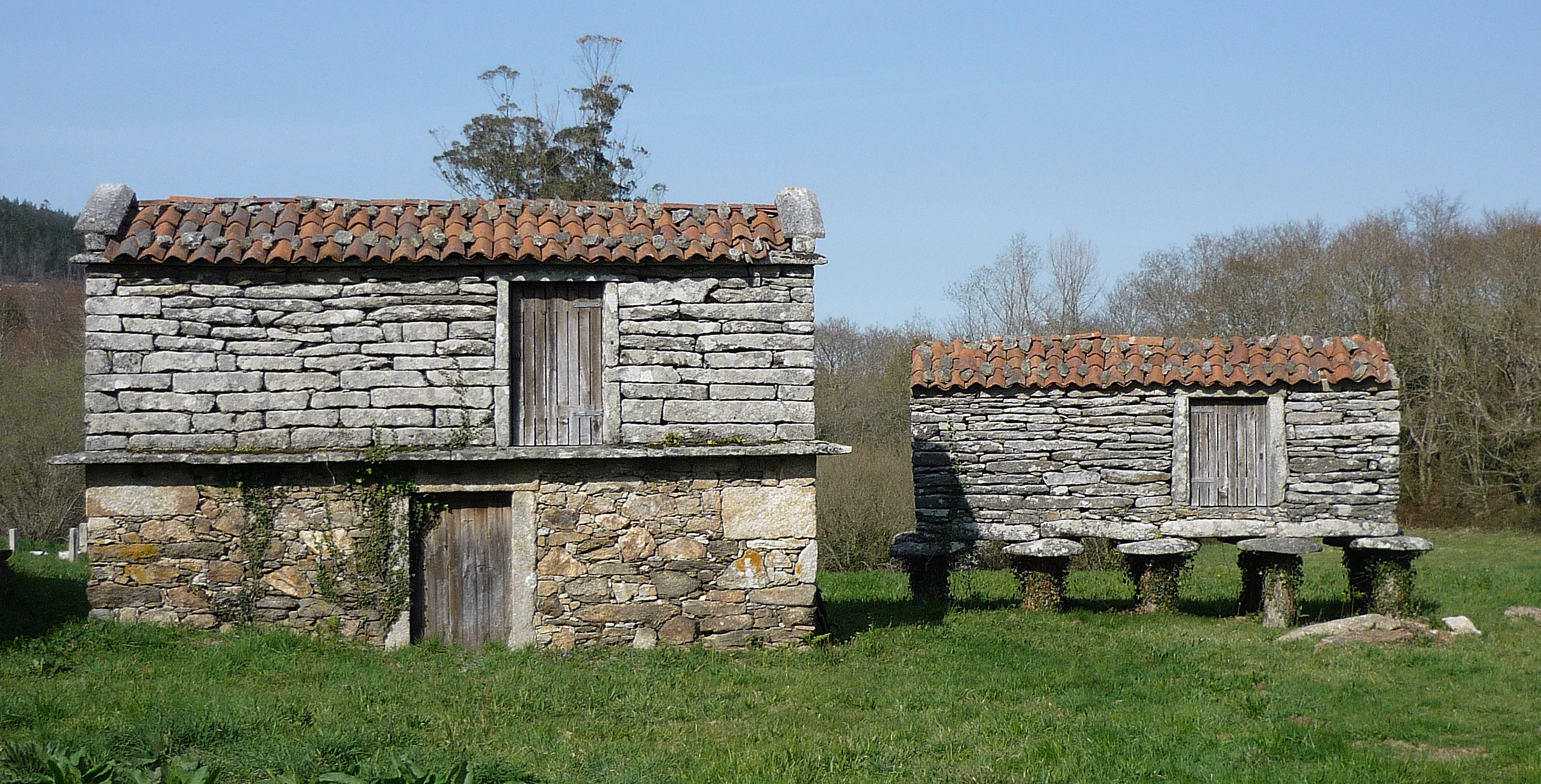
Egy tömör alapzatú és egy lábakon álló hórreo
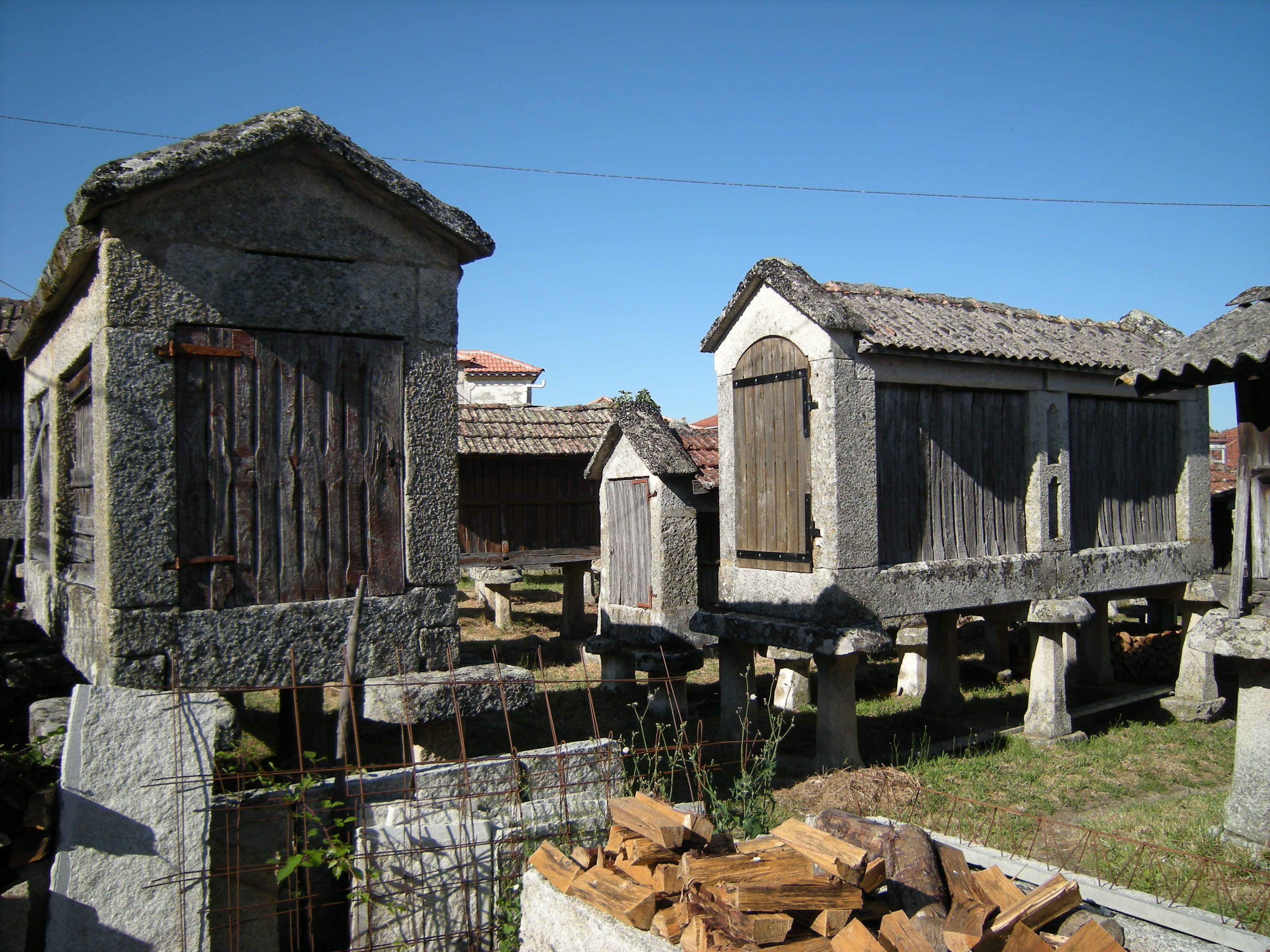
Hórreoegyüttes Carballeda de Avia községben (Ourense tartomány)